# Terrigal
Terrigal (9 746 habitants) est une ville côtière de Nouvelle-Galles du Sud, située à 88 km au nord de Sydney et à 12 km à l'est de Gosford.
Son nom est d'origine aborigène et signifierait « place des petits oiseaux ».

## Référence
- Statistiques sur Terrigal